# Tegalwangi (Talang)
Tegalwangi is een bestuurslaag in het regentschap Tegal van de provincie Midden-Java, Indonesië. Tegalwangi telt 6034 inwoners (volkstelling 2010).